# Citewe
Ciwute, ciutee ou citewe é uma das língua banta de Moçambique faz parte da família nigero-congolesa, esta é falada na província de Manica, em particular nos Distritos de Chimoio, Gondola, Sussundenga e uma parte do distrito de Manica, concretamente no posto administrativo de Vanduzi.
Tem um número de falante estimado em 250,000 de acordo com os dados do Censo de 1997. (S.13b) faz parte do grupo xona (S.10), na classificação M.Guthrie (1997/71), citado por Sitoe & Ngunga. (2000). O idioma é linguisticamente inteligível com a língua manica falada na parte oeste de Moçambique na fronteira com Zimbábue e com a língua xindau falada em algumas regiões oeste da província de Sofala.
É uma população maioritariamente agrícola, com terra arável propícia para agricultura de subsistência familiar, com tendências à agricultura comercial principalmente nas hortícolas, cereais, citrinos (laranja, abacate, toranja, limão, tangerina) e a pecuária familiar.